# X Professzor
Professzor Charles Francis Xavier, más néven X professzor kitalált képregényhős, az X-Men megalapítója a Marvel univerzumban. Létrehozói Stan Lee és Jack Kirby. Először az X-Men #1-ben tűnt fel 1963 szeptemberében.
Bár a filmekben és a képregényben is szinte mindig kerekesszéket használ, mégis az ő teste ad otthont a világ egyik legerősebb mutáns elméjének. Mint magas szintű telepata, képes olvasni és befolyásolni az emberek és mutánsok gondolatait.
Prof. X alapította meg a „Charles Xavier magániskolája tehetséges fiataloknak” nevű intézményt, ahol mutáns gyerekeket tanít, és azon munkálkodik, hogy béke legyen emberek és mutánsok között. Továbbá részben innen próbálja megvédeni az emberiséget a veszélyes mutánsoktól.

## A szereplő története
Charles Xavier mint a génmutáció világszerte megbecsült szakértője és – telepatikus képességeinek köszönhetően – az emberi elme és viselkedés kiváló ismerője, az első pillanattól kezdve zseniális tisztánlátással ismerte fel, hogy új emberfajta van születőben: a Homo Sapiens Superior, a mutáns, akire a hétköznapi ember, a Homo Sapiens előbb-utóbb félelemmel fog tekinteni, és a félelem, a sarokba szorítottság hatására kiszámíthatatlan – vagy nagyon is  kiszámítható – lépésekre szánja majd el magát.
Xavier professzor ezért nekilátott, hogy az egyre nagyobb számban születő mutánsokat saját hatáskörébe vonva kiképezze képességeik helyes használatára, és, ami ennél is fontosabb, hogy mindig és minden körülmények között keressék a békés együttélés lehetőségét embertársukkal, a Homo Sapienssel.
Így jött létre az eredeti X-Men csapata: Jean Grey – a Csodalány, Scott Summers – a Küklopsz, Henry "Hank" McCoy – a Bestia, Warren Worthington – az Angyal, és Robert "Bobby" Drake, a Jégember.
Első ütközetük Magnetóval, a mágnesesség urával is ennek a jegyében zajlott le: Xavier professzorral ellentétben ugyanis Magneto szenvedélyes meggyőződéssel hitte, hogy a mutánsok jövőjének egyetlen biztosítéka, ha a képességeikkel erőszakosan leigázzák az emberiséget és akár diktatórikus eszközökkel is diadalra viszik a béke ügyét. A két eltérő nézet a továbbiakban nagyban meghatározta a mindenkori mutánsok viselkedését.

## Képességei
- Géniusz szintű intelligencia
- Telepátia
- Képes olvasni és irányítani az emberek és mutánsok gondolatait
- Képes bizonyos mentális „támadásokra”

## Megjelenése
Középkorú férfi, aki kopasz és kerekesszékben ül, de később ismét képes járni. Képregény és rajzfilm mellett élőszereplős filmekben is szerepel: ezekben az időskori professzort Patrick Stewart, fiatal énjét James McAvoy alakítja. 